# Carmela Soprano
Carmela Soprano née DeAngelis, interprétée par Edie Falco, est un personnage fictif de la série télévisée d'HBO Les Soprano. 
Carmela Soprano est la femme du parrain de la famille criminelle DiMeo, Tony Soprano, avec qui elle a deux enfants adolescents. C'est une pieuse catholique. 
Femme au foyer dévouée, Carmela a à cœur le bien-être de sa famille, mais peut se montrer possessive, surprotectrice et intrusive, surtout avec ses enfants. Elle n'apprécie pas beaucoup sa belle-mère, Livia, bien qu'elle se montre globalement conciliante.  
En ce qui concerne son mari, elle ferme les yeux de mauvaise grâce sur ses infidélités, et s'accommode de la nature de ses activités. Connaissant les risques de sa position, et craignant de manquer d'argent s'il lui arrivait quelque chose, elle lui réclame souvent le droit d'avoir ses propres sources de revenus.  